# Engelbert Arnold

Engelbert Arnold

Engelbert Arnold (* 7. März 1856 in Schlierbach, Kanton Luzern; † 16. November 1911 in Karlsruhe) war ein Schweizer Elektroingenieur. Er war erster ordentlicher Professor am Elektrotechnischen Institut der Grossherzoglichen Technischen Hochschule in Karlsruhe (Lehrstuhl für Starkstromtechnik und Elektrische Maschinen), welches zwischen 1896 und 1898 unter seiner Führung erbaut wurde.

## Leben

Das Elektrotechnische Laboratorium an der Technischen Hochschule Karlsruhe um 1899

Engelbert Arnold war Sohn eines Bauern, hatte acht Geschwister und besuchte das Gymnasium in Beromünster. Von Herbst 1874 bis 1878 studierte er am Eidgenössischen Polytechnikum in Zürich, das er mit dem Diplom eines Maschineningenieurs verliess. Zur Belohnung durfte er 1878 zur Pariser Weltausstellung. Nach kurzen Praktika in Leipzig und Offenbach wurde er 1880 am Polytechnikum Riga Assistent von Carl Ludwig Moll. 1883 habilitierte er sich und wurde Privatdozent für Maschinenbau und Elektrotechnik. Daneben gründete er dort um 1888 mit dem Optiker Heinrich Dettmann die Russisch-Baltische Elektrotechnische Fabrik für den Bau von Dynamos. Mit seinem Lehrbuch Die Ankerwicklungen und Ankerkonstruktionen der Gleichstrom-Dynamomaschinen (Springer, 1896) erlangte er Bekanntheit. Nachdem 1891 Charles Eugene Lancelot Brown als Chefelektriker bei der Maschinenfabrik Oerlikon ausgeschieden war, wurde Arnold sein Nachfolger. Er analysierte und verbesserte den Repulsionsmotor.
1892 heiratete er Helen Moll, die Tochter von Carl Ludwig Moll. Mit ihr zusammen wohnte er an der Zürcher Weinbergstrasse 14. 1899 wurde eine Tochter geboren.
1894 wurde er als Professor an die Grossherzogliche Technische Hochschule in Karlsruhe berufen. Von 1899 bis 1904 baute er das Elektrotechnische Laboratorium auf. Mit seinem Assistenten, dem Dänen Jens Lassen La Cour (1876–1956), schrieb er die mehrbändige Lehrbuchreihe Die Wechselstromtechnik.
1905 wurde er zum Geheimen Hofrat und 1906 zum Ehrendoktor der Technischen Hochschule Hannover ernannt. In Karlsruhe wurde er im akademischen Jahr 1906/1907 Rektor. Im Jahr 1911 bot Arnold Rudolf Richter eine ausserordentliche Professur an der Karlsruher Hochschule an, starb jedoch am 16. November 1911, noch bevor dieser die Stelle antreten konnte. Rudolf Richter übernahm 1912 die Leitung des Elektrotechnischen Instituts als Nachfolger von Engelbert Arnold.
Engelbert Arnold liegt auf dem Hauptfriedhof in Karlsruhe begraben.

## Werke
- Die Ankerwicklungen der Gleichstrom-Dynamomaschinen. Entwicklung und Anwendung einer allgemein gültigen Schaltungsregel, 1891. PPN: 038578409.
- Die Ankerwicklungen und Ankerkonstruktionen der Gleichstrom-Dynamomaschinen, 1896. PPN: 084033991.
- mit La Cour, J.L. Die Gleichstrommaschine: Theorie, Konstruktion, Berechnung, Untersuchung u. Arbeitsweise derselben, 1903. 2 Bände, PPN: 011375566.
- Engelbert Arnold (Hrsg.) Die Wechselstromtechnik. 5 Bände, PPN: 011367415.
- mit La Cour, J.L. Die Kommutation bei Gleichstrom- und Wechselstrom-Kommutatormaschinen, 1906 (Sammlung elektrotechnischer Vorträge Band 9). PPN: 096728957.